# Querobamba
Querobamba – miasto w Peru, w regionie Ayacucho, stolica prowincji Sucre. W 2008 liczyło 1 868 mieszkańców.